# 美麗佳人歐蘭朵
《美麗佳人歐蘭朵》（英語：Orlando）是一部改編自之意識流小說《奧蘭多》的英國電影，蒂妲·絲雲頓飾演歐蘭朵，比利·贊恩飾演馬默杜克·邦斯羅·夏莫丁，昆汀·奎絲普飾演伊麗莎白一世，英國導演莎莉·波特執導。

## 主要角色
- 蒂妲·絲雲頓 飾 歐蘭朵
- 昆汀·奎絲普（英语：Quentin Crisp） 飾 伊麗莎白一世
- 約翰·伍德 飾 哈利大公
- 夏洛特·瓦朗德雷 飾 莎夏公主
- 希斯寇特·威廉斯（英语：Heathcote Williams） 飾 尼克·格林
- 羅非亞·布魯圖（英语：Lothaire Bluteau） 飾 可汗
- 比利·贊恩 飾 夏莫丁

## 詩歌
部份出現在電影裡的詩歌：
- 愛德蒙·史賓賽的《仙后》
- 威廉·莎士比亞的《奧賽羅》
- 威廉·莎士比亞的《十四行詩之29》
- 取自《古蘭經》的「眾女子（英语：An-Nisa）」
- 珀西·比希·雪萊的《印度小夜曲》
- 珀西·比希·雪萊的《伊斯蘭的反叛（英语：The Revolt of Islam）》

## 外部連結
- Official Website （页面存档备份，存于） （英文）
- 互联网电影数据库（IMDb）上《美麗佳人歐蘭朵》的资料（英文）
- 豆瓣电影上《美麗佳人歐蘭朵》的資料 （简体中文）
- AllMovie上《美麗佳人歐蘭朵》的资料（英文）
- Box Office Mojo上《美麗佳人歐蘭朵》的資料（英文）
- 爛番茄上《美麗佳人歐蘭朵》的資料（英文）
- TCM电影资料库上《美麗佳人歐蘭朵》的资料（英文）
- IMP Awards （页面存档备份，存于） （英文）
- 香港外語電影資料網上《美麗佳人歐蘭朵 （页面存档备份，存于）》的資料 （繁體中文）
- 開眼電影網上《美麗佳人歐蘭朵 （页面存档备份，存于）》的資料 （繁體中文）
- 博客來上《美麗佳人歐蘭朵》的DVD介紹 （繁體中文）